# Espejord
Espejord est une localité du comté de Troms, en Norvège.

## Géographie
Administrativement, Espejord fait partie de la kommune de Dyrøy.